# Heavenly Sword (film)
Pour plus de détails, voir Fiche technique et Distribution.
Heavenly Sword est un film américain réalisé par Gun Ho Jang, sorti en 2014. Il est adapté du jeu vidéo Heavenly Sword. Il a été diffusé au cinéma dans certains pays.

## Fiche technique
- Titre : Heavenly Sword
- Réalisation : Gun Ho Jang
- Scénario : Todd Farmer
- Musique : Justin Michael La Vallee
- Montage : Nicholas D. Johnson et Alex McDonnell
- Production : Brad Foxhoven, David Charles Sheldon et David Wohl
- Société de production : Sansoo Ventures, Inc., Film Financial Services, PlayStation Originals et Blockade Entertainment
- Pays de production :  États-Unis
- Genre : Animation, action, aventure et fantasy
- Durée : 85 minutes
- Dates de sortie : 
  - États-Unis : 4 septembre 2014 (vidéo)
  - France : 21 novembre 2016 (vidéo)

## Distribution
- Anna Torv : Nariko
- Alfred Molina : Bohan
- Thomas Jane : Loki
- Ashleigh Ball : Kai
- Barry Dennen : Flying Fox / le prophète Takashi
- Nolan North : Roach / Kyo / maître Shen
- Renae Geerlings : Whiptail / la vieille femme